# El Hasnaoui Amechtouh
Pour les articles homonymes, voir Hasnaoui et Rahmane.
 (septembre 2008).
Si vous disposez d'ouvrages ou d'articles de référence ou si vous connaissez des sites web de qualité traitant du thème abordé ici, merci de compléter l'article en donnant les références utiles à sa vérifiabilité et en les liant à la section « Notes et références ».
El Hasnaoui Amechtouh, de son vrai nom Madjid Aït Rahmane, né le 17 mars 1953 dans le village de Larbaâ, à Ouacifs (Algérie), est un artiste de chaâbi kabyle algérien, souvent comparé à Cheikh El Hasnaoui. (Khelouet Mohamed). Il a fait ses débuts dans la chanson amazighe en 1975 alors qu'il n’avait que 22 ans et a enregistré son premier 45 tours au studio «Mahboubati».
Ses œuvres qui ont fait de lui l’une des figures incontournables de la chanson chaâbi kabyle. Mais aussi sur sa rencontre avec le maestro du même genre de musique, Chikh El Hasnaoui. Une rencontre qui fut pour le «disciple» comme un exploit.
Cheikh El Hasnaoui Amechtouh, fut comme beaucoup d'artistes algériens victime du terrorisme. En 1994, il subit des actes de terrorisme qui bousculent sa vie et est hospitalisé à l’hôpital de Chéraga pour une dépression nerveuse réactionnelle. Cette maladie est la conséquence des exactions d'un groupe terroriste islamiste qui lui a brûlé sa maison, pris sa voiture, l'a menacé de mort et a provoqué un handicap chez son plus jeune fils.